# Ab-i Istada
Ab-i Istada («agua estancada») es un lago salado endorreico situado en el distrito de Nawa de la provincia de Gazni en Afganistán. Se encuentra en una gran depresión creada por la falla de Chaman en las estribaciones meridionales de la cordillera del Hindú Kush, a 125 kilómetros al oeste de la capital provincial de Gazni.

## Descripción
En la actualidad, el lago tiene una superficie de 130 kilómetros cuadrados, aunque se seca periódicamente. Es muy poco profundo, no excediendo los 3,7 m de profundidad. Hay dos pequeñas islas cerca de la costa sureste del lago, Loya ghundai (2500 m²) y Kuchney ghundai (500 m²). El agua es muy alcalina lo que a veces provoca mortandades masivas de peces de agua dulce en el río Ghazni.
Los principales afluentes que desembocan en Ab-i Istada son los ríos Ghazni, Sardeh y Nahara, que desembocan por el noreste. La cuenca que desemboca en el lago cubre 17 252 km²  y albergaba a más de 1,8 millones de personas en 2003. Se han observado tres conjuntos de playas elevadas que rodean el lago a 2 a 3 metros, 6 a 7 metros y 9 a 10 metros por encima del nivel normal del lago.
Cuando el nivel del agua es alto, se sabe que el lago se desborda hacia el río Lora, un afluente del río Arghistan, a través de dos canales en el lado sur del lago, Akasi Mandeh y Sekva Mandeh. Se ha sugerido una conexión de agua subterránea entre el lago y el drenaje del Lora.

## Asentamientos humanos
Históricamente, la zona alrededor del lago estuvo despoblada, aunque los nómadas de las regiones cercanas la visitaban en verano. Más recientemente, los Tarakai se han asentado en los alrededores del lago: en 2003 había ocho aldeas en un radio de apenas diez kilómetros con una población total de aproximadamente 5000 habitantes. Las actividades económicas alrededor del lago incluyen la captura de halcones sacre y peregrino, el pastoreo y la recolección de leña.

## Fauna
Los humedales alrededor del lago Ab-i Istada atraen a una gran variedad de aves migratorias; anteriormente se han registrado más de 120 especies. En tiempos históricos, Babur observó enormes bandadas de flamencos comunes (Phoenicopterus roseus); su número en los últimos años ha variado entre 0 y 9000. Los humedales que alguna vez fueron una parada crítica para la población migratoria central de grullas siberianas, no se han vuelto a avistar desde 1986. En 1974, el gobierno afgano estableció el Santuario de Aves acuáticas y Flamencos alrededor del lago, lo que provocó un resentimiento considerable entre los lugareños; Los esfuerzos de conservación terminaron con la invasión soviética en 1979 y no se han reiniciado desde entonces.
Un área de 27 000 ha, que abarca el lago y sus alrededores inmediatos, ha sido designados Área importante para la conservación de las aves (IBA) por BirdLife International ya que alberga importantes poblaciones de ánsar común (Anser anser), porrón común (Aythya ferina), flamenco común (Phoenicopterus roseus), grulla siberiana (Leucogeranus leucogeranus), garza real (Ardea cinerea), pelícano común (Pelecanus onocrotalus), cigüeñuela común (Himantopus himantopus), chorlitejo patinegro (Charadrius alexandrinus), gaviota picofina (Chroicocephalus genei) y pagaza piconegra (Gelochelidon nilotica).